# Liste der Juister Fährschiffe
Die Liste der Juister Fährschiffe enthält Fährschiffe der Reederei Norden-Frisia, die für die Nordseeinsel Juist im Einsatz waren oder sind.
| Bild | Name während der Dienstzeit | Zeit des Juist-Dienstes | Baujahr | Schiffstyp     | IMO-Nr. / letzter/heutiger Name |
| ---- | --------------------------- | ----------------------- | ------- | -------------- | ------------------------------- |
|      | Frisia II                   | seit 1978               | 1978    | RoPax          | 7723974                         |
|      | Frisia VI                   | seit 1965               | 1965    | RoPax          | 8827179                         |
|      | Frisia VII                  | seit 1995               | 1984    | Landungsschiff | 8891807                         |
|      | Frisia IX                   | seit 1980               | 1980    | Seebäderschiff | 7924310                         |
|      | Frisia X                    | seit 1972               | 1972    | Seebäderschiff | 7222308                         |